# Kurawonga zmienna
Kurawonga zmienna (Strepera versicolor) – gatunek średniego lub dużego ptaka z podrodziny srokaczy (Cracticinae) w rodzinie ostrolotów (Artamidae). Zasiedla południową Australię i Tasmanię.

## Charakterystyka
Mierzy 45–53 cm, rozpiętość skrzydeł wynosi 72–85 cm, masa ciała około 168 g. Wygląd różni się w zależności od podgatunku: białym kolorem i ciemniejszymi lub jaśniejszymi barwami. Długi, szary dziób podobny jak u kruka. Ogólnie głowa jest cała szara, z żółtymi oczami. Spód ciała szary, na skrzydłach obecna lub nie, biała plamka na lotkach. Pokrywy podogonowe oraz początek sterówek białe, ogon szary.
Jest dość podobna do pozostałych przedstawicieli rodzaju Strepera. Wszystkie kurawongi są w większości czarne i mają żółte oczy. Kurawonga tasmańska (S. fuliginosa) jest nieco mniejsza, z dwoma białymi plamkami na końcu ogona, po bokach. Jest też cała czarna. Kurawonga czarna (S. graculina) zasiedla wschodnią Australię, ma białą plamę na lotkach i białe sterówki do połowy.

## Występowanie
Zależnie od podgatunku, zasiedla różne rejony południowej Australii (patrz mapka). Na Tasmanii jedynie podgatunek arguta, na Wyspie Kangura podgatunek halmaturina. Pozostałe występują w głębi lądu. Biotopami kurawongi zmiennej są lasy, zarośla oraz grunty rolne, pastwiska i miasta.

## Systematyka

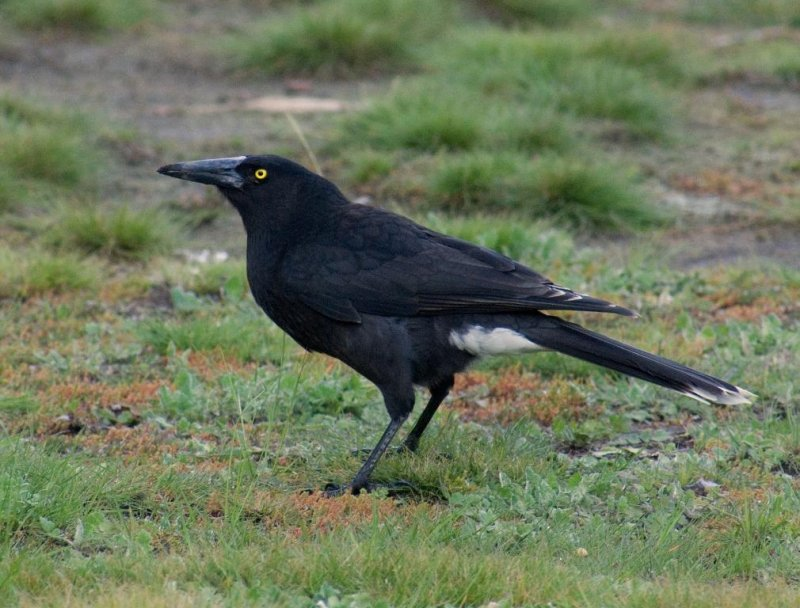
Podgatunek S. v. arguta z Tasmanii

Kurawonga zmienna opisana została w 1801 roku przez angielskiego ornitologa Johna Lathama pod nazwą Corvus versicolor. Okaz, na podstawie którego opisany został gatunek, pochodził z okolic Sydney. Obecna nazwa rodzajowa Strepera pochodzi od łacińskich słów strepito lub strepitus. Pierwsze oznacza hałasowanie, a drugie dodatkowo po prostu dźwięk. Versicolor oznacza różnokolorową.
Obecnie wyróżnia się 6 podgatunków tego gatunku:
- kurawonga zmienna[4] (Strepera versicolor versicolor)
- Strepera versicolor plumbea
- Strepera versicolor halmaturina
- kurawonga brązowa[4] (Strepera versicolor intermedia)
- kurawonga czarnoskrzydła[4] (Strepera versicolor melanoptera)
- kurawonga białoskrzydła[4] (Strepera versicolor arguta)

## Zachowanie
Kurawonga zmienna jest mięsożerna. Zjada ptaki, gryzonie, żaby, nie gardzi też ptasimi jajami, owadami, nasionami oraz padliną. Pożywia się na drzewach i na ziemi, często wydłubuje dziobem owady z martwych drzew. Wydaje wysokie i donośne dźwięki. Może migrować względem wysokości (tzw. wędrówki pionowe).

## Lęgi
Okres lęgowy kurawong zmiennych trwa od sierpnia do grudnia. Buduje duże i kuliste, płytkie gniazdo z patyczków wyściełane trawą. Umiejscawia je 5–10 metrów nad ziemią, na czubku drzewa. Składa 2 lub 3 jaja. Wysiadywane są przez 3 tygodnie, wyłącznie przez samicę.

## Status
Międzynarodowa Unia Ochrony Przyrody (IUCN) uznaje kurawongę zmienną za gatunek najmniejszej troski (LC – least concern) nieprzerwanie od 1988 roku. Liczebność populacji nie została oszacowana, ale ptak ten opisywany jest jako pospolity w optymalnych dla niego środowiskach oraz rzadki na obszarach suchych. Trend liczebności populacji uznaje się za stabilny ze względu na brak istotnych zagrożeń.